# گلید پارک (کلرادو)
گلید پارک (به انگلیسی: Glade Park) یک منطقهٔ مسکونی در ایالات متحده آمریکا است که در شهرستان میسا، کلرادو واقع شده‌است. گلید پارک ۲٬۱۳۴ متر بالاتر از سطح دریا واقع شده‌است.